# 다카마쓰성 (가가와현)

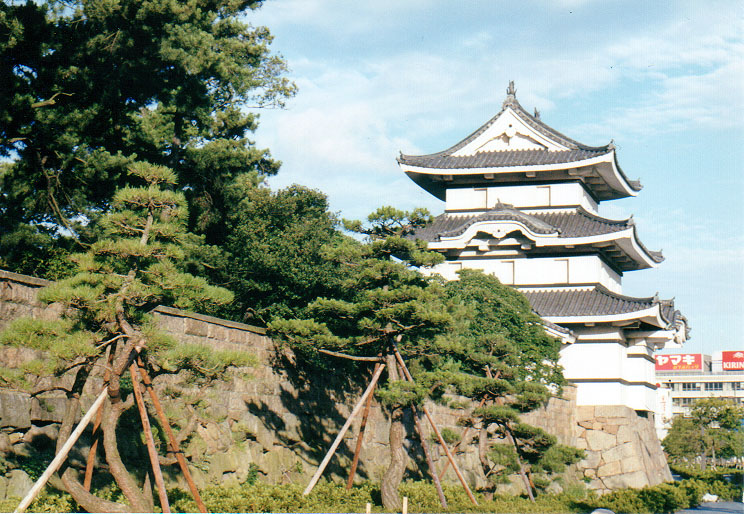
다카마쓰 성의 쓰키미 망루

다카마쓰성(일본어: 高松城,たかまつじょう 다카마쓰조[*])은 가가와현 다카마쓰시 다마모 정에 있는 윤곽식 평성이다. 다마모 성(玉藻城)이라고도 불린다. 에도 시대 다카마쓰번의 번청으로 사용되었다. 성의 망루와 문은 중요문화재로 지정되었으며, 성터는 국가 사적으로 지정되었다. 일본 3대 수성(水城)중 하나이다.

## 역사
아즈치모모야마 시대
- 1587년 이코마 지카마사가 사누키 국 17만 6천 석에 입봉되어 히케타 성에 입성한다.
- 같은해 히케타 성이 협소하다는 이유로 쇼쓰지 성으로 거처를 옮긴다.
- 1588년 쇼쓰지 성에서도 불편을 느껴 다마모 포구에 다카마쓰 성을 축성한다.
- 1590년 다카마쓰 성이 완성되었다.

에도 시대
- 1639년 이코마 가문내의 소란에 책임을 물어 번주 이코마 다카토시를 데와 국 야시마번 1만석에 이봉되었다.
- 1642년 미토번주 도쿠가와 요리후사의 아들 마쓰다이라 요리시게가 사누키 국 다카마쓰번 12만석에 입봉되어 다카마쓰 성에 입성한다. 이 무렵 성을 수리하기 시작하였다. 이 수리는 2대 마쓰다이라 요리쓰네까지 계속되었다.
- 1644년 마쓰다이라 요시시게는 성내의 음료수 확보를 위해 수도를 조성하였다.
- 1669년 고쿠라성을 모방하여 3층5계의 천수각을 건립하였다.
- 같은해, 마쓰다이라 요시시게가 정계에 은퇴하면서, 성 남서쪽에 리쓰린 공원을 조성하였다.
- 1671년 성을 대대적으로 수리하기 시작한다.

메이지 시대 이후
- 1869년(메이지 2년) 판적봉환에 따라 성이 폐성되었다.
- 1884년(메이지 17년) 노쇄화된 천수를 해체하였다.
- 1890년(메이지 23년) 다카마쓰 성이 옛 번주 마쓰다이라 가문에게 매각되었다.
- 1947년(쇼와 22년) 옛 국보보존법에 따라 쓰키미 망루, 미즈노테 문, 와타리 망루, 우시토라 망루 4동이 국보로 지정되었다.
- 1950년(쇼와 25년) 문화재보호법에 의해 국보로 지정된 망루 및 문 4동이 중요문화재로 재지정되었다.
- 1954년(쇼와 29년) 다카마쓰 시가 마쓰다이라 가문으로부터 다카마쓰 성을 양도받았다.
- 1955년(쇼와 30년) 3월 2일 국가 사적으로 지정되었다.
- 같은해 5월 5일 다카마쓰 시립 다마모 공원으로 일반에 공개되었다.
- 2006년(헤세 18년) 4월 6일 일본 100대 명성에 선정되었다.

## 구조

### 입지

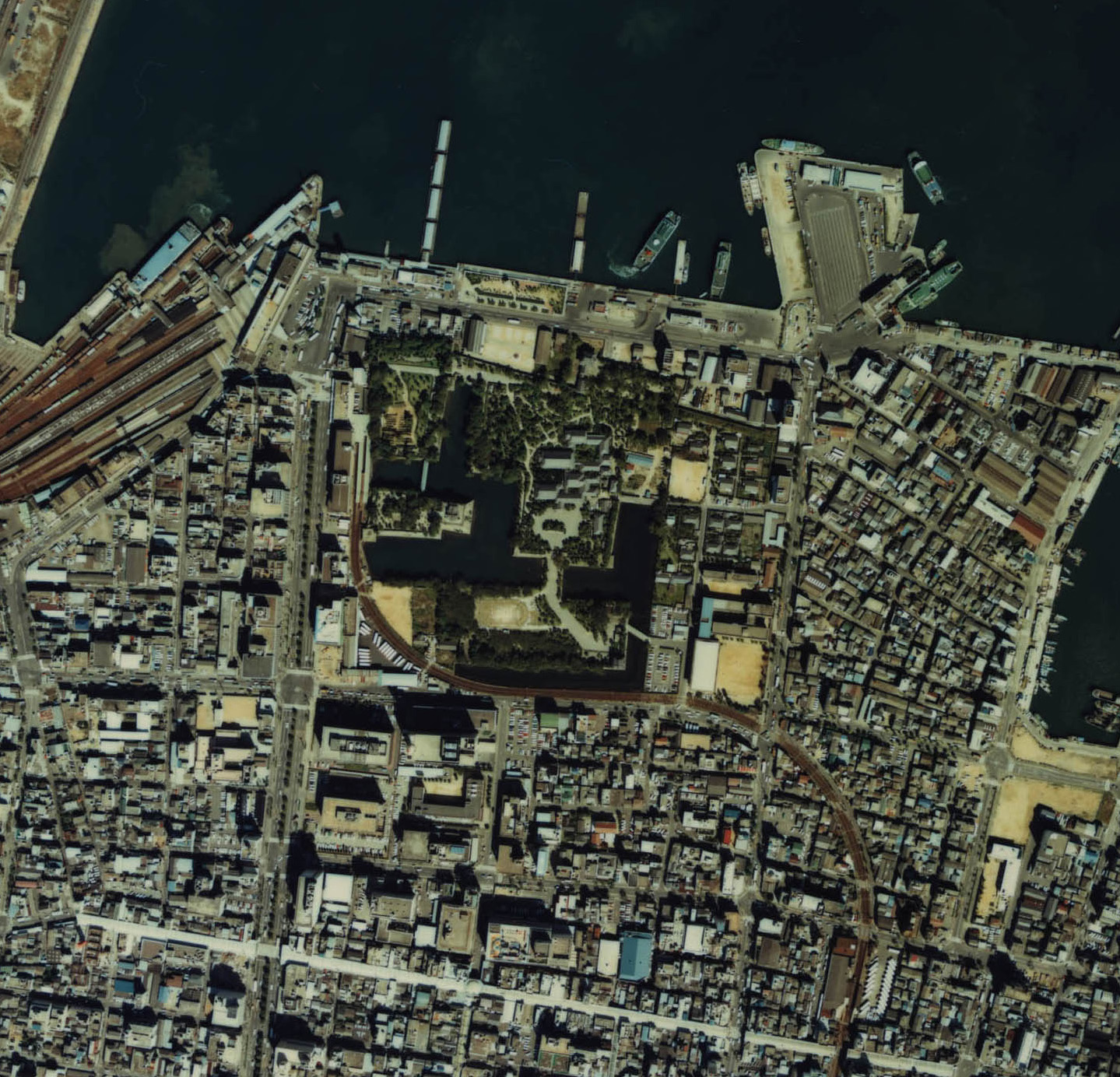
다카마쓰 성의 1980년의 항공사진
〈일본국토교통성〉

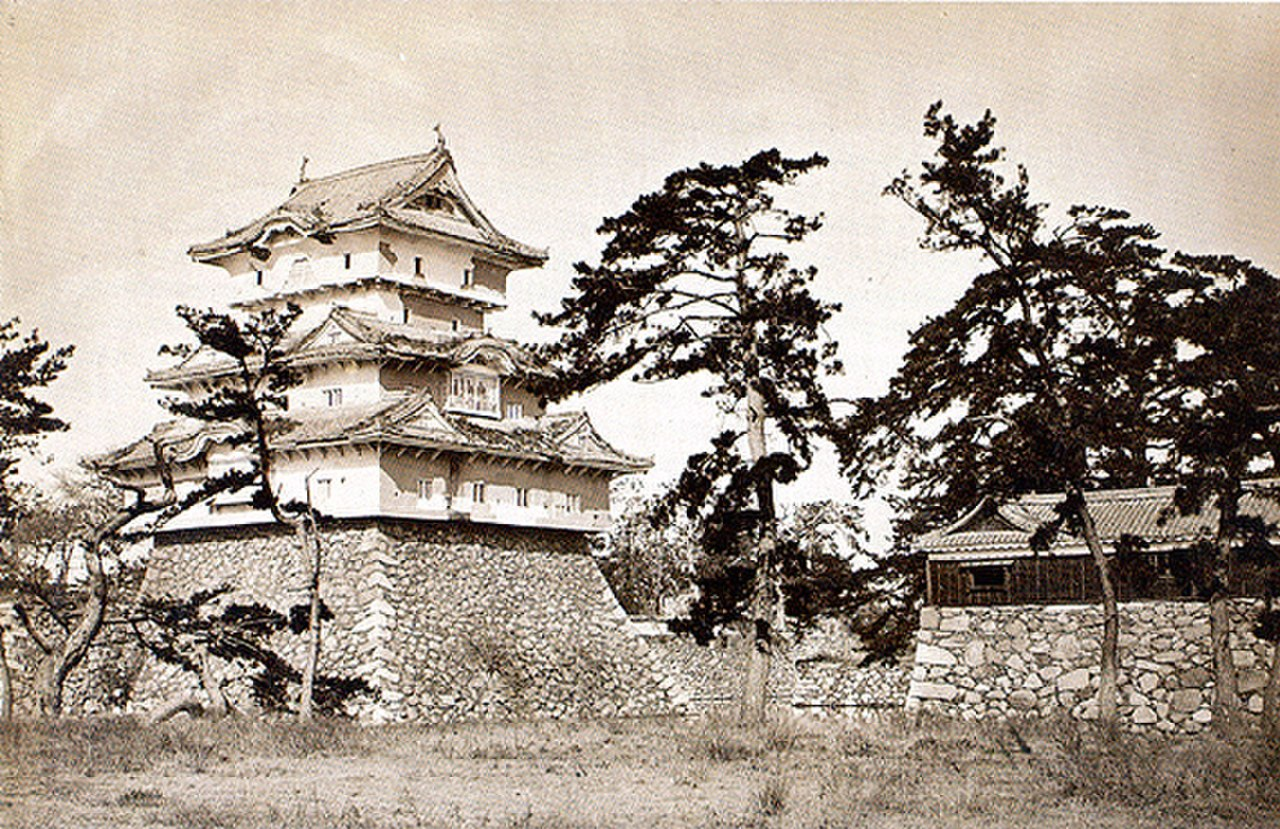
1882년 촬영된 천수

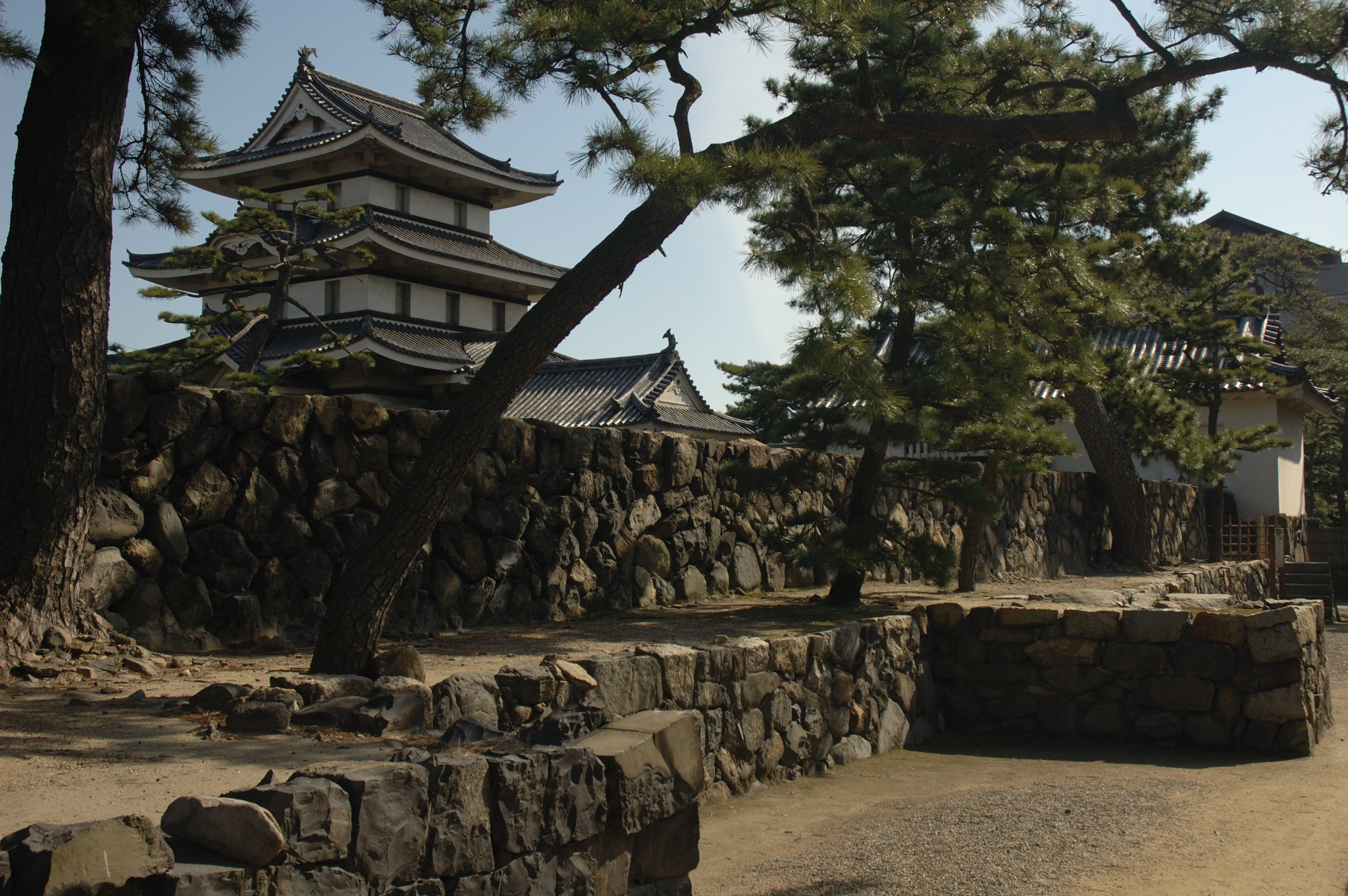
쓰키미 망루와 와타리 망루

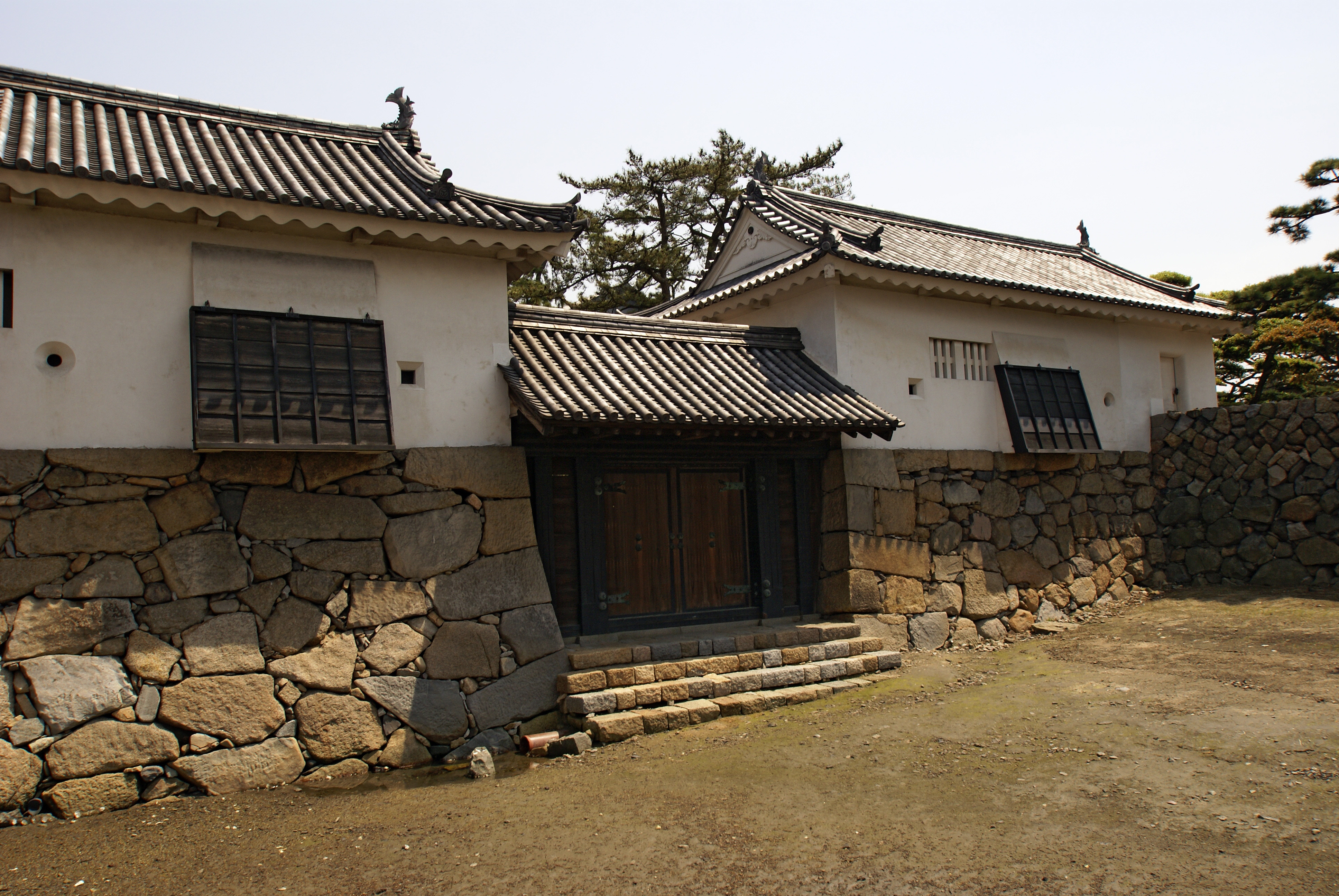
미즈노테 문

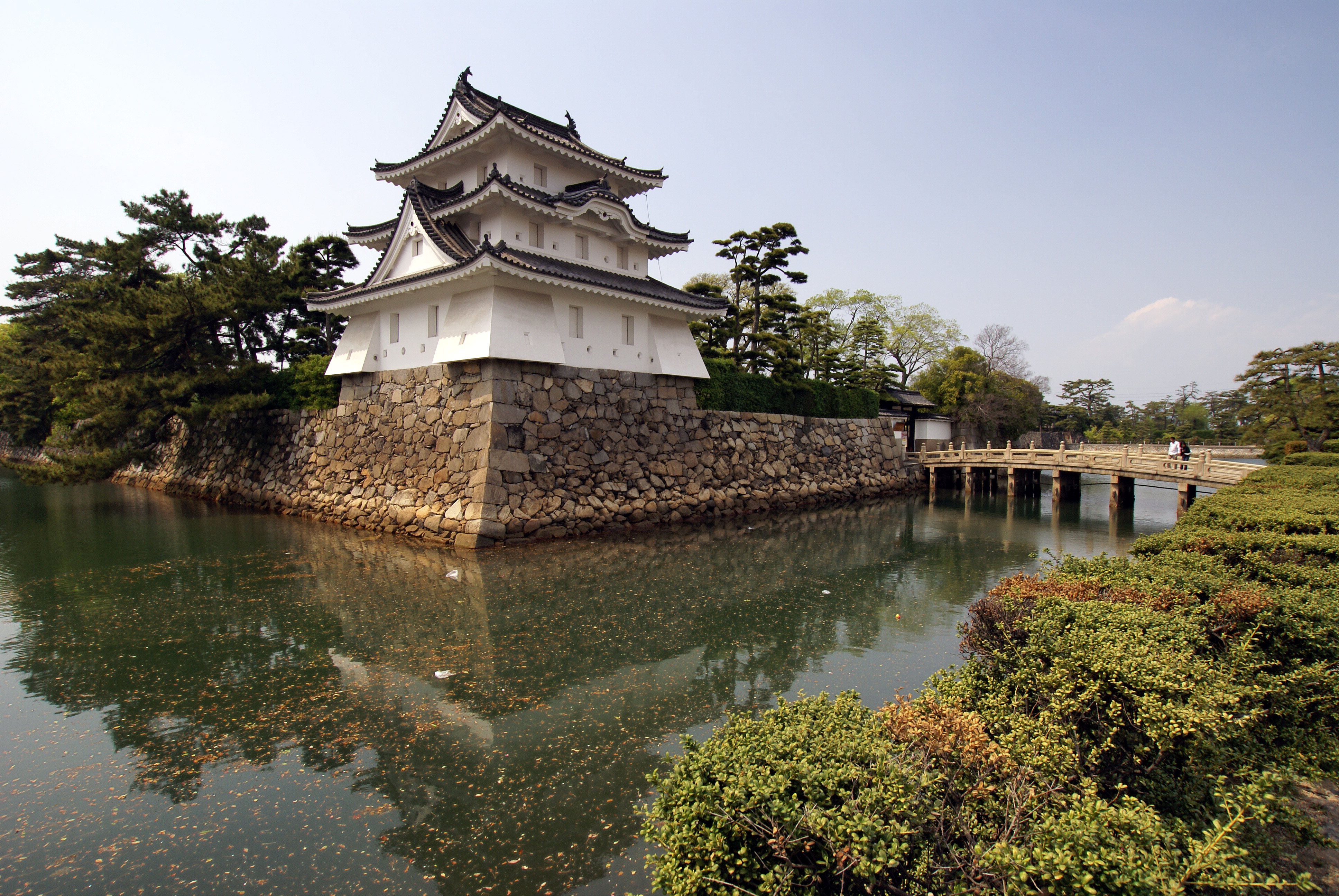
우시토라 망루와 아사히 다리

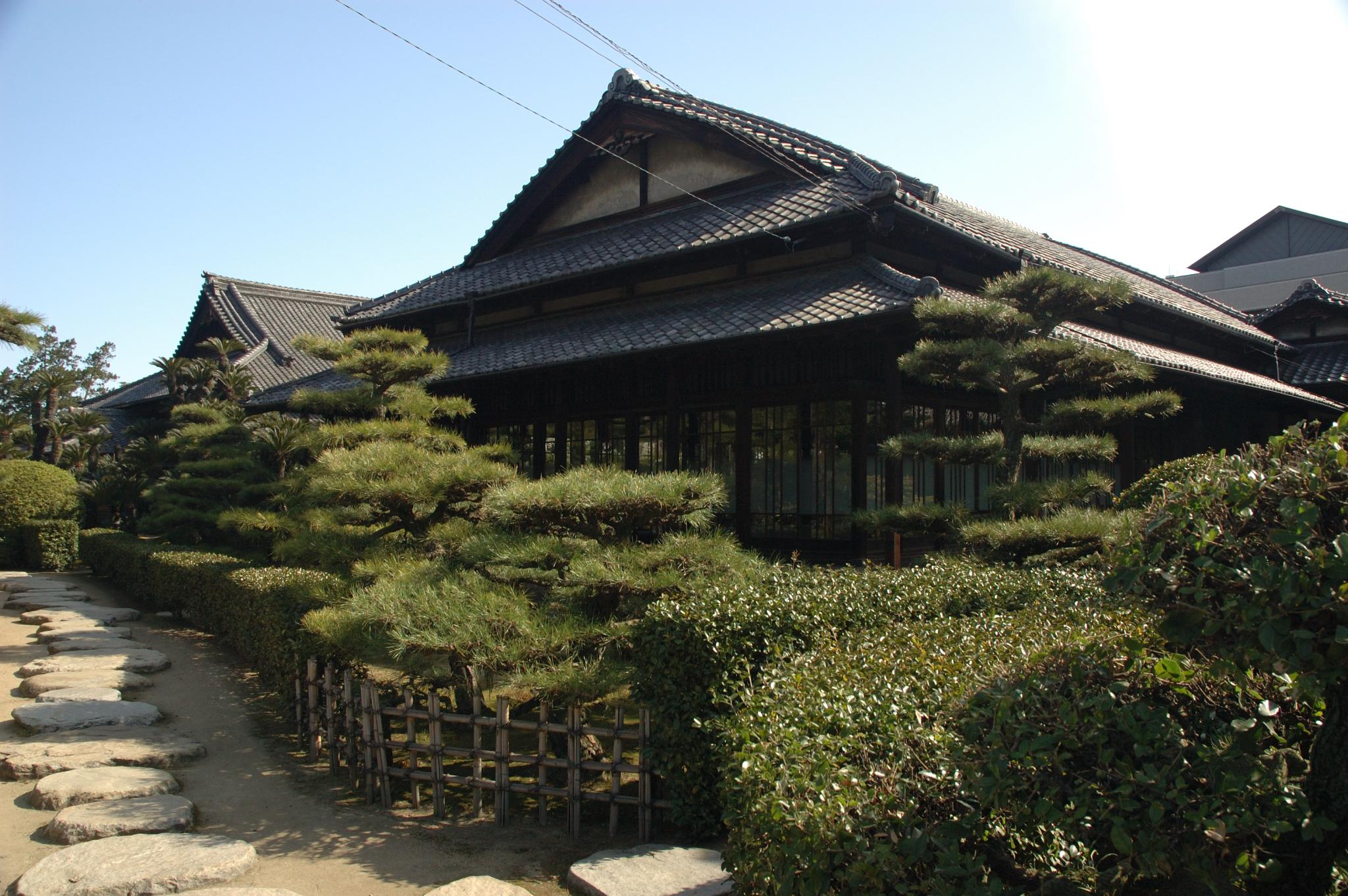
히운카쿠

성의 형식은 윤곽식 평성으로, 혼마루를 중심으로 주요 성곽이 시계방향으로 배치되어 있다. 성의 해자는 3중으로 되어 있으며, 성이 바다에 인접한 까닭에 해자는 모두 바닷물로 채워져 있다. 성의 기본설계는 구로다 요시타카가 했다고도 하며, 호소카와 다다오키, 고바야카와 다카카게, 도도 다카토라 등도 거론된다. 다카마쓰 성은 해안에 있기 때문에 공성전시 물자의 반입과 탈출이 쉽고, 수군의 운용에 있어서도 유리하다.
성터의 대부분은 도시화로 인해 도로와 시가지로 조성되었고, 내측 해자와 중간 해자 일부는 매워져 있다. 최대 66만 평방미터였던 성이 현재 약 1/8인 7만9587 평방미터로 줄어들었다. 또, 해자에는 굴 등 어패류가 생식하고 있으며, 양식된 도미를 방류하는 장소로 사용된다.

### 혼마루
혼마루는 성의 대부분 중앙에 위치하고, 주변은 내측해자로 둘러 완전 독립된 형태를 띠고 있다. 외부와는 길이 약 30m의 목교 하나로 연결되어 있다. 혼마루를 좁게 조성하였기 때문에 어전등 거주시설은 없고, 다몬 망루에 둘러싸인 천수만 있을 뿐이다. 천수대는 혼마루 동쪽에 튀어나와 있어 산노마루에서 보면 마치 천수가 물이 위에 떠있는 것처럼 보인다고 한다.

### 천수
천수는 독립식 승탑형 3층4계, 지하1층으로 아래층의 평면은 동서로 26.2m 남북으로 24.2m이며, 천수의 높이 24.5m에 이른다고 한다. 3층5계인 고치성의 천수 18.6m와 마쓰야마 성의 천수 20m를 넘는 시코쿠 최대 규모였다. 또, 4층이 3층보다 더 넓기 때문에 아마 이시오토시(石落し)를 설치하여 천수를 방어하도록 고안되었다고 생각된다. 그 외에도 이리모야 하후와 가라 하후로 천수를 장식하였고, 4층에는 화두창(華頭窓)를 가지고 있는 것이 특징이다. 천수가 지어질 당시에는 천수 아래를 판자로 꾸며 검은 외관을 가졌다고 보이며 1671년에 개축되었을 때 순백색의 천수로 변모했다고 생각된다.
천수의 노쇄화로 인해 1884년 해체되었고 1920년 마쓰다이라 가문 초대 번주 마쓰다이라 요리시게를 모시는 다마모 사당(玉藻廟)이 건립되었다.
천수의 복원
2003년 여름, 성이 있는 지역이 국가의 구조개혁특구로 신청된 것을 계기로 이전부터 관련자료 사진 하나없다는 이유로 천수의 복원을 거부한 문화청의 기존의 입장이 누그려졌기 때문에 다카마쓰시는 정비검토위원회를 설치해 2010년 착공을 목표로 사업을 진행하고 있다. 다카마쓰 성의 천수와 관련된 자료는 1884년에 촬영된 1장의 사진만 있지만, 2005년 가을 보다 더 선명한 사진(1882년 촬영)이 영국 케임브리지 대학에서 발견되었다. 다카마쓰 시는 이를 계기로 자료발견 가능성 및 복원운동으로 이어지기를 기대하고 있다. 한편, 천수대의 석벽을 수리하기 위하여 2006년부터 석벽의 해체수리공사가 실시되었고, 다마모 사당도 해체되었다. 이 수리작업에 의해 석벽 내부구조가 확인되었고, 장래의 천수복원을 위해 고쳐 쌓을 예정이다.

### 기타노마루
1671년 마쓰다이라 가문에 의해 성이 대폭 개축되었다. 이때 어전인 옛 히운카쿠(披雲閣) 건물이 산노마루로 이축되었고, 방위상 이유로 히가시노마루와 함께 증설되었다. 1676년 미즈노테 문, 와타리 망루, 시카 망루, 쓰키미 망루가 건립되었다.

### 히가시노마루
1671년 기타노마루가 증설될 때 함께 조성되었다. 주로 미곡창과 우시토라 망루, 다쓰미 망루 등이 건립되었다. 현재 우시토라 망루는 사쿠라노바바의 옛 다이코 망루 터에 이축되어 있고, 우시토라 망루 자리는 매립되어 현민 홀과 가가와 현 역사박물관, 마쓰다이라 공익회, 조나이 중학교 등이 지어져있다.

### 사쿠라노바바
이름 그대로 사쿠라 즉 벚나무가 심어져 있는 바바 즉 마구간 터이다. 1671년 성이 개축되기 전까지는 사쿠라노바바 남쪽 중앙에 오테 문이 있었지만, 어전인 히운카쿠이 산노마루로 이축될 때 오테 문은 해체되었고, 동쪽 끝에 새롭게 아사히 다리와 아사이 문이 조성되었다. 사쿠라노바바 안에는 도라 망루, 도리 망루, 다이코 망루 등이 있었지만, 현재는 어느 것도 남아있지 않다. 1965년 히가시노마루의 우시토라 망루가 다이코 망루 터에 이축되어 있다.

### 니시노마루
현재 JR 시코쿠 다카마쓰 역과 니시노마루 정에 해당하는 지역이다. 선포트 다카마쓰 정비사업의 일환으로 행해진 발굴조사에서 많은 유구가 발견되었지만, 일반에 공개되지 않고 매워졌으며 현재는 시가지가 조성되었다.

## 현황
현재 다카마쓰 시립 다마모 공원으로 정비되어 일반에 유료로 개방하고 있다. 천수는 존재하지 않으며, 중요문화재인 쓰키미 망루, 우시토라 망루, 미즈노테 문, 와타리 망루가 현존하고 있다. 매주 일요일, 쓰키미 망루와 와타리 망루의 안이 일반에 공개된다. 또, 성안의 사쿠라노바바는 벚꽃의 명소로 알려져, 봄이면 꽃구경을 하러 시민들이 방문하며, 이를 취재하러 온 지역 방송국의 모습도 볼 수 있다.
다카마쓰 시가지 북쪽에 위치한 페리 승강장 등 항만시설이 있고, 서쪽으로는 JR 다카마쓰 역, 동쪽으로는 가가와 현립 홀, 가가와 현 역사박물관이 있으며, 남쪽으로는 다카마쓰 고등재판소, 서일본 방송 등이 입지해 있다. 이 때문에 서일본 방송의 지역 뉴스시간의 배경으로 다카마쓰 성과 선포트 다카마쓰의 영상이 반드시 나온다.

### 문화재
기타노마루의 쓰키미 망루, 기타노마루의 미즈노테 문, 기타노마루의 와타리 망루, 옛 히가시노마루의 우시토라 망루가 현존해 있으며, 1947년 2월 26일 중요문화재로 지정되었다. 우시토라 망루는 원래 히가시노마루에 있었던 것이지만, 1965년 소유권이 일본국유철도로부터 다카마쓰 시로 이관되어 1967년 현재의 사쿠라노바바에 이축된 것이다. 그 밖에도 아사히 문이 현존해 있다. 또, 근년에 보시종(報時鐘)이 다시금 이축되었다.
산노마루의 사쿠라 문은 1945년 다카마쓰 공습에서 소실되어, 재건되지 않은 채 현재에 이르고 있다. 이에 관해서는 2008년 5월 21일 개최된〈사적 다카마쓰 성터 정비검토위원회〉의 회의 결과 복원할 방침으로 정해져 다카마쓰 시에 보고되었다. 앞으로 다카마쓰 시는 문헌자료의 수집분석과 성의 손상정도 및 시민의 의견 등을 취재할 예정이다. 덧붙여 일부 웹사이트 등에서 산노마루 사쿠라 문이 옛 국보로 지정되었다고 하지만, 사실이 아니며 성의 복원구상을 보도한 시코쿠 신문기사에 따르면 "옛 사쿠라 문이 국보로의 지정신청중 공습으로 소실되었다."고 한다. 다카마쓰 성의 부속 건물이 국보로 지정되었던 해는 1947년의 일이다.

### 유지관리
1954년 이후 다카마쓰 성의 소유는 다카마쓰 시가 가지고 있으며, 유지관리는 다카마쓰 시청 녹지과 다마모 공원 관리사무소에서 관할하고 있다.
다카마쓰 성에 관계된 다카마쓰 시의 부속기관
- 다마모 공원 관리위원회
1962년 12월 25일 시장의 자문에 응해 다마모 공원의 관리운영에 관한 사항을 심의할 목적으로 설치
- 사적 다카마쓰 성터 정비검토위원회
2004년 1월 사적 다카마쓰 성터의 보존정비에 관해 검토할 목적으로 설치
- 사적 다카마쓰 성터 석벽검토위원회
2005년 1월 사적 다카마쓰 성터의 석벽의 안전성확보를 검토 및 전통공법으로의 복원을 검토할 목적으로 설치
- 사적 다카마쓰 성터 건조물 검토위원회
2005년 2월 사적 다카마쓰 성터의 건조물의 안전성확보 및 건조물의 복원에 필요한 자료수집을 목표로 설치

## 민속자료
- 다카마쓰 성의 별칭인 다마모 성은《만엽집》에 수록된 가키노모토노 히토마로의 마쿠라코토바에 사누키 국의 마쿠라코토바로〈다마모요시(玉藻よし)〉라고 읊은 것과 다카마쓰 성 주변 해역이 다마모 포구라고 불렸기 때문이다.
- 다카마쓰의 전통과자〈가와라 센베이(瓦せんべい)〉의 명칭 및 형태는 다카마쓰 성의 기와(瓦)에 영향을 받은 것이라고 한다.

## 관광
교통
- 다카마쓰 역(시코쿠 여객철도)에서 하차해서 걸어서 3분 소요.
- 다카마쓰 축항 역(다카마쓰코토히라 전기 철도)

주변 문화시설 및 관광명소
- 가가와 현 현립 홀
- 가가와 현 역사박물관
- 선포트 다카마쓰
- 리쓰린 공원
- 시코쿠무라 - 민속촌
- 야시마 섬

## 같이 보기
- 일본 3대 수성
  - 나카쓰성
  - 다카마쓰 성
  - 이마바리성